# Gerd Schönfelder
Gerd Schönfelder (Kulmain, 2 settembre 1970) è un ex sciatore alpino tedesco.
Atleta disabile tra i più titolati della storia dei Giochi paralimpici invernali e dei Mondiali paralimpici, nel suo palmarès vanta anche otto Coppe del Mondo e cinque Coppe Europa.

## Biografia

### Stagioni 1990-1996
Nel 1989, a causa di un incidente ferroviario, perse il braccio destro e tre dita della mano sinistra; l'anno dopo iniziò a gareggiare nello sci alpino paralimpico, nella categoria "in piedi" in tutte le specialità, e ottenne i primi successi ai V Giochi paralimpici invernali di Tignes 1992, quando vinse la medaglia d'oro nella discesa libera, nel supergigante e nello slalom gigante. 
Ai VI Giochi paralimpici invernali di Lillehammer 1994, si aggiudicò due medaglie d'oro, nella discesa libera e nello slalom speciale, e due d'argento, nel supergigante e nello slalom gigante, mentre nel 1996 ai Mondiali di Lech am Arlberg s'impose in tutte e quattro le gare disputate (discesa libera, supergigante, slalom gigante e slalom speciale); nello stesso anno vinse anche la sua prima Coppa Europa.

### Stagioni 1997-2004
Nel 1997 bissò il successo in Coppa Europa e si aggiudicò la sua prima Coppa del Mondo; nel 1998 si aggiudicò quindi un altro trofeo continentale e ai VII Giochi paralimpici invernali di Nagano 1998 vinse la medaglia d'oro nello slalom speciale e quella di bronzo nello slalom gigante, mentre nel 1999 fu la volta della seconda Coppa del Mondo. Nel 2000 lo sciatore bavarese vinse tre medaglie d'oro ai Mondiali di Anzère (discesa libera, supergigante e slalom speciale) e per l'ultima volta in carriera vinse contemporaneamente Coppa Europa e Coppa del Mondo.
Nella stagione 2001-2002, oltre a vincere la sua quarta Coppa del Mondo generale, Schönfelder dominò gli VIII Giochi paralimpici invernali di Salt Lake City 2002, vincendo la medaglia d'oro in tutte e quattro le gare disputate (discesa libera, supergigante, slalom gigante e slalom speciale); l'anno dopo conquistò la sua quinta e ultima Coppa Europa, mentre nel 2004 ai Mondiali di Wildschönau vinse la medaglia d'oro nella discesa libera, quella d'argento nello slalom gigante e si classificò 4º nel supergigante e 5º nello slalom speciale.

### Stagioni 2005-2011
Nel 2004-2005 e nel 2005-2006 vinse nuovamente la Coppa del Mondo; ai IX Giochi paralimpici invernali di Torino 2006 conquistò altre due medaglie d'oro (nella discesa libera e nello slalom gigante), oltre all'argento nel supergigante e al bronzo nello slalom speciale. Anche nel 2009 vinse la Coppa del Mondo; partecipò inoltre ai Mondiali di Jeongseon, dove vinse la medaglia d'oro nella discesa libera, nello slalom gigante, nella supercombinata e nella gara a squadre, la medaglia d'argento nel supergigante e si piazzò 4º nello slalom speciale.
Nel 2009-2010 si aggiudicò la sua ottava e ultima coppa di cristallo e prese parte ai suoi ultimi Giochi paralimpici invernali, Vancouver 2010, dove fu medaglia d'oro nella discesa libera, nel supergigante, nello slalom gigante e nella supercombinata e medaglia d'argento nello slalom speciale. Si ritirò dopo aver disputato i Mondiali di Sestriere 2011, durante i quali vinse ancora due medaglie d'oro (nella discesa libera e nel supergigante), tre d'argento (nello slalom gigante, nella supercombinata e nella gara a squadre) e una di bronzo (nello slalom gigante).

## Palmarès

### Paralimpiadi
- 22 medaglie[2][4]:
  - 16 ori (discesa libera, supergigante, slalom gigante a Tignes 1992; discesa libera, slalom speciale a Lillehammer 1994; slalom speciale a Nagano 1998; discesa libera, supergigante, slalom gigante, slalom speciale a Salt Lake City 2002; discesa libera, slalom gigante a Torino 2006; discesa libera, supergigante, slalom gigante, supercombinata a Vancouver 2010)
  - 4 argenti (supergigante, slalom gigante a Lillehammer 1994; supergigante a Torino 2006; slalom speciale a Vancouver 2010)
  - 2 bronzi (slalom gigante a Nagano 1998; slalom speciale a Torino 2006)

### Mondiali
- 20 medaglie[4]:
  - 14 ori (discesa libera, supergigante, slalom gigante, slalom speciale a Lech am Arlberg 1996; discesa libera, supergigante, slalom speciale ad Anzère 2000; discesa libera a Wildschönau 2004; discesa libera, slalom gigante, supercombinata, gara a squadre a Jeongseon 2009; discesa libera, supergigante a Sestriere 2011)
  - 5 argenti (slalom gigante a Wildschönau 2004; supergigante a Jeongseon 2009; slalom speciale, supercombinata, gara a squadre a Sestriere 2011)
  - 1 bronzo (slalom gigante a Sestriere 2011)

### Coppa del Mondo
- Vincitore della Coppa del Mondo nel 1997, nel 1999, nel 2000, nel 2002, nel 2005, nel 2006, nel 2009 e nel 2010[4]

### Coppa Europa
- Vincitore della Coppa Europa nel 1996, nel 1997, nel 1998, nel 2000 e nel 2003[4]

## Riconoscimenti
Nel 2011 vinse il "Paralympic Sports Award" nella categoria "Miglior atleta maschile" e nel 2012 divenne il primo atleta paralimpico a essere insignito del titolo di "Campione dell'anno" in Germania, assegnato da una rappresentanza di atleti tedeschi di alto livello.